# Giáo hoàng Êugêniô III
Ép-ge-ni-ô Đệ Tam (tiếng La-Tinh: Eugenius III) là vị giáo hoàng thứ 167 của giáo hội công giáo La Mã. Ông đã được giáo hội suy tôn lên hàng chân phước sau khi qua đời.
Theo niên giám tòa thánh năm 1806 thì ông đắc cử Giáo hoàng năm 1145 và ở ngôi Giáo hoàng trong 8 năm 4 tháng 10 ngày. Niên giám tòa thánh năm 2003 xác định ông đắc cử Giáo hoàng ngày 15 tháng 2 năm 1145, ngày khai mạc chức vụ mục tử đoàn chiên chúa là ngày 18 tháng 2 và ngày kết thúc triều đại của ngài là ngày 8 tháng 7 năm 1153.
Giáo hoàng Eugenius Đệ Tam sinh tại Montemagno, Pisa, Ý với tên là Bernardo Paganelli di Montemagno.
Vốn là một cựu đan sĩ Béc-na-đô, ông đã được bầu làm Giáo hoàng với sự ủng hộ của thánh Béc-na-đô mặc dù khi đó ông không phải là hồng y.
Eugenius III đã tiếp tục sự cải cách của Giáo hoàng Gregory VII. Ông hoàn thành quy chế của trường Đại học Công giáo và khởi công xây dựng dinh Giáo hoàng. Ông phê chuẩn Dòng Chiến Sĩ Tối cao (Dòng Hiệp Sĩ Malta).
Ông xoay xở để tổ chức tiến hành cuộc Thập Tự Chinh II nhưng rồi cũng như một tiếng la vang lên rồi biến mất. Với sự hậu thuẫn của Frederick Barbarossa, ông hứa sẽ phong vương cho ông này.
Eugenius III bị buộc phải trốn khỏi Rôma nhiều lần. Ông đã ra vạ tuyệt thông Arnaldo da Brescia và trục xuất ông này khỏi Rôma.
Trong triều đại của ông Giáo luật được áp dụng từng chi tiết trong việc quản trị Giáo hội La Mã. Các Giáo hoàng ngày càng can thiệp vào mọi chuyện trong xã hội, đến độ có lần thánh Bernado than phiền với đức Eugenius III rằng: "Mỗi ngày cung điện Giáo hoàng lại vang lên những luật theo Justinianus chứ không phải Luật của Chúa"